# بذار مثل یه زن عاشقت باشم
«بذار مثل یه زن عاشقت باشم» (به انگلیسی: Let Me Love You like a Woman) ترانه‌ای از خواننده-ترانه‌نویس اهل ایالات متحده آمریکا لانا دل ری است. این نخستین تک‌آهنگ از ششمین آلبوم استودیویی دل ری با عنوان رد هواپیما بالای کانتری کلاب است. این ترانه توسط دل ری و تهیه‌کننده مکرر آثار او جک آنتونوف نوشته شده‌است؛ و توسط آنتونوف تهیه شده‌است.